# 孙德民
孙德民（1941年—），男，蒙古族，祖籍浙江绍兴，生于河北承德，中国剧作家。
1960年加入中国共产党。1962年开始从事戏剧创作。2019年时，已创作50余部戏剧和10多部影视作品。个人获得“国家有突出贡献话剧艺术家”称号。第八届全国人大代表。